# Terry McGovern (acteur)
Terence (Terry) McGovern (Berkeley (Californië), 11 mei 1942) is een Amerikaans acteur, radiopersoonlijkheid, stemacteur en toneeldocent.

## Persoonlijk
Hij is de zoon van Roger McGovern, eveneens een acteur. Samen met zijn vrouw Molly heeft Terry McGovern twee zonen, Brendan en Anthony, en woont hij in Marin County (Californië). Alhoewel McGovern het levenslicht zag in Berkeley, in het westen van de Verenigde Staten, groeide hij op in Pittsburgh (Pennsylvania) aan de andere kant van het land.

## Carrière
McGovern studeerde aan de Duquesne University in Pittsburgh met als hoofdvakken journalisme en Engels, en oriënteerde zich later op acteren. Hij werkte voor radio- en televisiezenders in Pittsburgh en San Francisco voordat hij op zijn dertigste naar Los Angeles vertrok, op zoek naar acteerwerk. Zijn eerste werk in de filmwereld leverde hij voor THX 1138, de debuutfilm van George Lucas. Voor Lucas speelde McGovern naderhand ook in American Graffiti en sprak hij stemmen in voor de eerste Star Wars-trilogie. In de komische speelfilm Mrs. Doubtfire had McGovern een kleine bijrol: hij speelde de regisseur die in de openingsscène Robin Williams' personage ontsloeg.
McGovern speelde Jim Coyle in de CBS-serie Charlie and Company en werkte mee aan honderden televisie- en radiospotjes. Hij sprak de stem in van onder meer Turbo McKwek in de Disney-animatieseries DuckTales en Darkwing Duck. Daarnaast leende hij zijn stem aan verscheidene computerspellen. Ook op het toneel speelde McGovern uiteenlopende rollen.
Inmiddels geeft McGovern al enkele jaren lessen en trainingen op verschillende vlakken van het acteervak. Hij heeft gedoceerd aan instituten zoals de Universiteit van San Francisco. Volgens McGovern is het onderwijzen van de acteerkunst het mooiste facet van zijn beroep. Hij is tegenwoordig dan ook leraar en artistiek directeur van de door hemzelf opgerichte acteerschool The Marin Actors' Workshop.

## Rollen (selectie)
- Mrs. Doubtfire (1993) speelfilm – regisseur Lou
- Darkwing Duck (1991) tekenfilmserie – Turbo McKwek (stem)
- DuckTales (1987) tekenfilmserie – Turbo McKwek, Babyface Boef (stem)
- Kissyfur (1985) tekenfilmserie – aligator Jolene (stem)
- Girls Just Want to Have Fun (1985) speelfilm – Ira
- The Transformers: The Movie (1984) tekenfilm – Wildrider (stem)
- St. Elsewhere (1982) televisieserie – reporter
- Mork & Mindy (1978) televisieserie – clubmanager
- Happy Days (1974) televisieserie – Sloan Marlowe
- American Graffiti (1973) speelfilm – Bill Wolfe
- THX 1138 (1971) speelfilm – aankondiger (stem)